# Hege Schøyen
Hege Schøyen (* 22. Mai 1957 in Oslo) ist eine norwegische Schauspielerin und Sängerin.

## Leben
Schøyen studierte an der Norges Musikkhøyskole und debütierte 1982 in dem Stück På floss med katta am Osloer Revuetheater Chat Noir. In weiteren Revuen arbeitete sie u. a. mit den Gruppen Vazelina Bilopphøggers und Dizzie Tunes, mit Sven Nordin, Nils Vogt und Øystein Sunde. Sie trat in verschiedenen TV-Serien u. a. mit Kjersti Holmen und Øivind Blunck auf, mit dem sie auch an sechs Teilen der Olsenbande mitwirkte. Für die Hauptrolle in dem Film Suffløsen (unter Regie von Hilde Heier, 1999) erhielt sie 2000 den norwegischen Filmkritikerpreis. 2002–03 trat sie mit Kjersti Holmen in der TV-Comedy-Serie Hege & Kjersti auf.
Schøyen ist mit dem Jazzmusiker Arild Andersen verheiratet. Das Paar hat einen gemeinsamen Sohn, den Schauspieler Jakob Andersen Schøyen.

## Filmografie
- 1983: Prima Veras saga om Olav den hellige
- 1985: Noe helt annet
- 1986: X
- 1988: Blücher
- 1989: Showbiz – eller hvordan bli kjendis på en-to-tre!
- 1991: Den ofrivillige golfaren
- 1994: Fredrikssons fabrikk - The movie
- 1988: Thranes metode
- 1999: Suffløsen
- 2000: Heges beste
- 2002: Alla älskar Alice
- 2003: Olsenbanden Junior går under vann
- 2006: Andre omgang
- 2010: Påtrykt (Kurzfilm)
- 2010: Wide Blue Yonder
- 2011: Hjelp, vi er i filmbransjen
- 2011: Sara & Selma (Fernsehserie)
- 2013: Pelle Politibil på sporet (Stimme)
- 2014: Gentlemen
- 2018: Mord auf Shetland (Shetland, Fernsehserie, 1 Folge)
- 2019–2020: Weihnachten zu Hause (Hjem til jul, Fernsehserie)